# Виттих, Адольф фон
Адольф Ганс Генрих фон Виттих (нем. Adolf Hans Heinrich von Wittich; 28 августа 1836 — 23 сентября 1906) — прусский генерал-полковник в отставке.

## Биография
Родился 28 августа 1836 года в Шёнланке, сын королевского военного судьи Вильгельма фон Виттиха.
Образование получил в Берлинском кадетском корпусе, из которого выпущен в 1855 году подпоручиком в 39-й пехотный полк. Дальнейшая его служба проходила на разных должностях по Генеральному штабу и военно-учебным заведениям. С 1858 года по 1861 год он был прикомандирован к кадетскому корпусу, с 1863 по 1869 год являлся членом испытательного комитета, с 1866 по 1868 и с 1875 по 1877 год был преподавателем в Военной академии. В начале 1866 года был произведён в капитаны и зачислен в Генеральный штаб.
Во время австро-прусской войны 1866 года Виттих находился при Главной квартире Действующей армии. С февраля 1869 по март 1870 года командовал ротой в 34-м пехотном полку.
Произведённый в майоры Виттих принял участие в кампании против Франции, состоял при штабе 7-го армейского корпуса. В 1877 году назначен начальником штаба этого корпуса.
В 1879 году Виттих был произведён в полковники и переведён в Военное министерство. В 1885 году, с производством в генерал-майоры, назначен командиром 12-й пехотной бригады. В 1887 году участвовал в разработке новых положений прусского полевого устава.
В 1888 году с производством в генерал-лейтенанты назначен генерал-адъютантом императора Вильгельма II. В 1892 году получил в командование 11-й (Кассельский) армейский корпус и в следующем году произведён в генералы от инфантерии.
В 1904 году уволен в отставку с производством в генерал-полковники. С этого времени и до конца жизни он был членом Палаты господ.
Скончался 23 февраля 1906 года в Вюрцбурге.
Среди прочих наград Виттих имел орден Чёрного орла.